# Sven Fahlman
Sven Fahlman   (Estocolm, 11 de juliol de 1914 - municipi de Sollentuna, 23 de juny de 2003) va ser un tirador d'esgrima suec, especialista en espasa, guanyador d'una medalla olímpica.
El 1952 va prendre part en els Jocs Olímpics d'Estiu de Hèlsinki, on disputà tres proves del programa d'esgrima. Guanyà la medalla de plata en la prova d'espasa per equips, mentre les proves d'espasa individual i floret per equips quedà eliminat en sèries.
En el seu palmarès també destaquen cinc medalles al Campionat del món d'esgrima, dues de plata i tres de bronze, entre les edicions de 1947 i 1951.